# Śmietka kapuściana
Śmietka kapuściana (Delia radicum) – gatunek owada z rzędu muchówek. Larwy są ważnym gospodarczo szkodnikiem wielu upraw roślin z rodziny kapustowatych.

## Zasięg występowania
Występuje w Europie od Skandynawii do Hiszpanii, na Maderze i Azorach, w północnej Afryce, północnej Azji aż po Japonię i Chiny.

## Charakterystyka
Osobniki dorosłe wyglądem są podobne do muchy. Samce ciemnoszare długości 5-5,5 mm, samice są większe (6-6,5 mm) i jaśniejsze od samców. Samica składa około 100-150 jaj na szyjce korzeniowej rośliny żywicielskiej lub na glebie w jej pobliżu. Jaja są białe i podłużne. Po 5-10 dniach wylęgają się z nich grube, błyszczące, białe lub żółte larwy. Przez 2-30 dni larwy żyją wewnątrz korzeni drążąc korytarze. Po tym czasie przechodzą w stadium poczwarki, w którym zależnie od warunków termicznych pozostają 15-20 dni wiosną lub kilka miesięcy jesienią. Na północy zasięgu gatunku w sezonie wegetacyjnym pojawia się jedno pokolenie muchówek, a na terenach bardziej na południe dwa, a nawet trzy pokolenia.

## Znaczenie gospodarcze

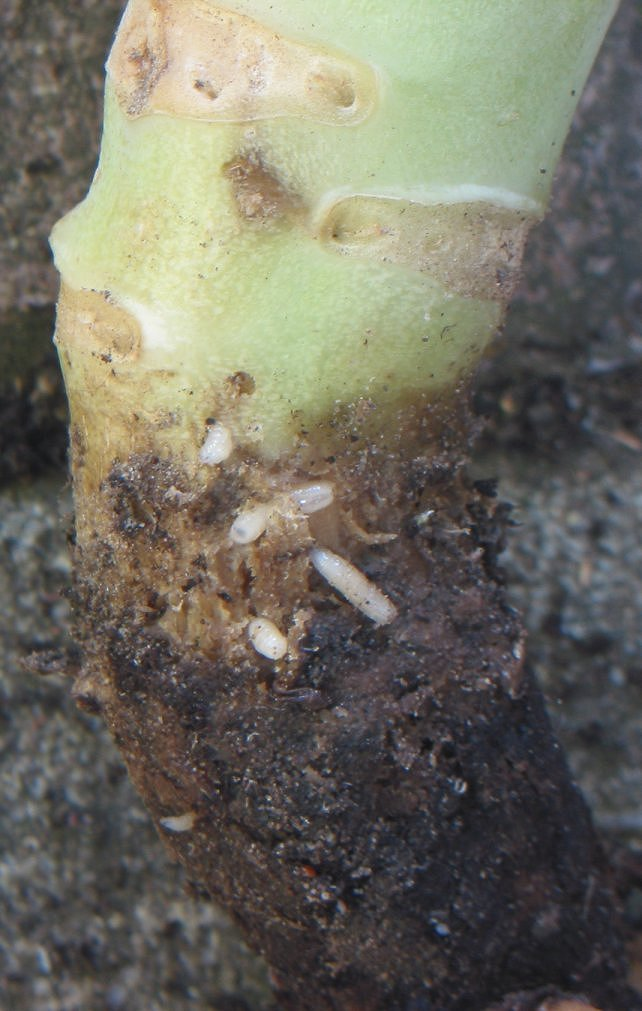
Larwy śmietki w łodydze kalafiora

Jest ważnym szkodnikiem warzyw kapustnych oraz innych upraw roślin z rodziny kapustowatych. Larwy odżywiają się korzeniami, których zniszczenie prowadzi do więdnięcia, zahamowania wzrostu lub obumierania roślin. W jednej roślinie może żyć nawet 300 larw śmietki kapuścianej. Do charakterystycznych objawów żerowania śmietki kapuścianej zaliczamy brązowe przebarwienia oraz nadgniłe miejsca w korzeniach. Samice odnajdują rośliny żywicielskie w wyniku lokalizacji zapachu, a po odnalezieniu właściwej rośliny składają jaja w wyniku odbierania bodźców o charakterze chemicznym i mechanicznym. Jako związki indukujące składanie jaj zostały rozpoznane glukozynolany, jednak w proces zaangażowane są także inne grupy związków.
Optymalne warunki dla rozwoju larw to 15-25 °C i wilgotność względna 80-100%. Niskie i wysokie temperatury powodują przejście w diapauzę. Przy temperaturach poniżej –25 °C larwy giną.